# Diadematus
Diadematus is een cognomen en betekent 'die van de koninklijke hoofdtooi'. Het cognomen werd onder andere gegeven omwille van het feit dat Lucius Caecilius Diadematus lange tijd met een verband rondliep vanwege van een etterende zweer.
Belangrijke personen met het cognomen diadematus:
- Lucius Caecilius Metellus Diadematus (ca. 160 - 100 v.Chr.)  (consul in 117 v. Chr)